# نسل‌های جت جنگنده
نسل‌های جت جنگنده، به طبقه‌بندی جهش‌های عمده در فرایند توسعهٔ جنگنده‌های جت در طول زمان اشاره می‌کند. کارشناسان مختلف بر جهش‌های فناوری متفاوتی به‌عنوان موارد کلیدی تأکید کرده‌اند که نسل‌بندی جنگنده‌ها را به شیوه‌های مختلف تقسیم می‌کند. در حال حاضر طبقه‌بندی جنگنده‌های کنونی به ۵ نسل و نسل ششم در آینده رایج‌تر است.

## طبقه‌بندی
در سال ۱۹۹۰، ریچارد پی. هالیون، مورخ هوانوردی، طبقه‌بندی شش نسل جنگنده جت را تا آن زمان پیشنهاد کرد. اساس آن را می‌توان به‌طور کلی به‌صورت ساب‌سونیک، ترانس‌سونیک، سوپرسونیک، ماخ ۲، چندمنظوره و بیش‌مانورپذیر توصیف کرد. طبقه‌بندی‌های دیگر شامل پنج نسل تا تقریباً همان دوره از آن زمان شرح داده شده‌اند، اگرچه خطوط مرزبندی بین نسل‌ها متفاوت است. جان دبلیو. آر. تیلور و جان اف. گیلمارتین (دانشنامه بریتانیکا) شیوهٔ هالیون را دنبال می‌کنند، با این تفاوت که دو نسل آخر را در یکدیگر جمع می‌کنند یک نشریه اینترنتیِ ناسا توسعه جت را تا سال ۲۰۰۴ به پنج مرحله تقسیم می‌کند؛ پیشگام (بال مستقیم)، بال مورب، ترانس‌سونیک، دهه ۱۹۶۰ و پسا-۱۹۷۰، که در انواعی مانند اف-۱۵، اف-۱۶، و ای‌وی-۸ای به اوج خود رسید.
در دهه ۱۹۹۰، از دستهٔ متفاوتی در روسیه نام برده شد که در آن یک جنگنده «نسل پنجم» به عنوان مقابله با لاکهید مارتین اف-۲۲ رپتور پیشنهاد شد. در مقابل، نسل چهارم قبلی شکاف را از دوران اف-۱۵/۱۶ پر کرد. پس از این طبقه‌بندی‌های قبلی در سه نسل خلاصه شدند. در سال ۲۰۰۴، آئروسپیس‌وب یک طبقه‌بندی در پنج نسل فهرست کرد. اگرچه جزئیات متفاوت است، از آن زمان طبقه‌بندی کلی به پنج نسل به‌طور گسترده‌ای پذیرفته شده‌است.
به‌طور کلی دربارهٔ معیارهای دقیق برای نسل‌های مختلف توافق نشده و نظرهای گوناگونی وجود دارد. به عنوان مثال، لاکهید مارتین اصطلاح «نسل پنجم» را برای هواپیماهای اف-۲۲ و اف-۳۵ خود به کار برده‌است، اما این موضوع توسط رقبای آن، یورو فایتر جی‌ام‌بی‌اچ و بوئینگ آی‌دی‌اس به چالش کشیده شده‌است. گفته شده‌است که لاکهید مارتین در سال ۲۰۰۵ اف-۳۵ را یک جنگنده «نسل پنجم» نامیده‌است، اصطلاحی که در سال ۲۰۰۴ از در روسیه برای توصیف اف-۲۲ به کار رفته‌است. برخی از کارشناسان نسل چهارم را به ۴ و ۴٫۵ یا ۴+ و ۴++ تقسیم کرده‌اند.
جدول زیر نشان می‌دهد که برخی از کارشناسان نسل‌ها را به تدریج از سال ۱۹۹۰ چگونه تقسیم کرده‌اند.
| دوره زمانی | قابلیت                                                | نمونه جنگنده                        | هالیون (۱۹۹۰) | آئروسپیس‌وب (۲۰۰۴) | ارتش آزادی‌بخش خلق (۲۰۰۷) | مجله نیروی هوایی (۲۰۰۹) | مرکز توسعه نیروی هوایی (۲۰۱۲) | بیکر (۲۰۱۸) |
| ---------- | ----------------------------------------------------- | ----------------------------------- | ------------- | ----------------- | ------------------------ | ----------------------- | ----------------------------- | ----------- |
| ۱۹۴۳–۵۰    | تسلیحات متعارف، ساب‌سونیک بالا                         | ام‌ئی ۲۶۲، دی‌اچ ومپایر، پی-۸۰        | ۱             | ۱                 | -                        | ۱                       | ۱                             | ۱           |
| ۱۹۵۳–۵۵    | ترانس‌سونیک، موشک‌های هوابه‌هوا، رادار                   | اف-۸۶، میگ-۱۵، هاوکر هانتر          | ۲             | ۱                 | ۱                        | ۲                       | ۱                             | ۱           |
| ۱۹۵۳–۶۰    | مافوق‌صوت اولیه، موشک‌های هوابه‌هوا، رادار               | اف-۱۰۰، میگ-۱۹                      | ۳             | ۲                 | ۲                        | ۲                       | ۲                             | ۲           |
| ۱۹۵۵–۷۰    | مافوق‌صوت، ماخ ۲، فقط موشک‌های هوابه‌هوا                 | اف-۱۰۴، میگ-۲۱، میراژ ۳             | ۴             | ۲                 | ۲                        | ۳                       |                               | ۲           |
| ۱۹۶۰–۷۰    | جنگنده-بمب‌افکن چندمنظوره                              | اف-۴، میگ-۲۳، میراژ اف۱             | ۵             | ۳                 | ۲                        | ۳                       | ۳                             | ۳           |
| ۱۹۷۰–۸۰    | مافوق‌صوت چندمنظوره                                    | پاناویا تورنادو                     | ۵             | ۴                 | ۳                        | ۴                       | ۴                             | ۴           |
| ۱۹۷۴–۱۹۹۰  | مافوق‌صوت چندمنظوره، اثرگذاری بالا، مانورپذیری بالا    | اف-۱۴، میگ-۲۹، میراژ ۲۰۰۰           | ۶             | ۴                 | ۳                        | ۴                       | ۴                             | ۴           |
| ۱۹۹۰–۲۰۰۰  | قابلیت‌های افزوده‌شده، اویونیک پیشرفته، پنهان‌کاری محدود | اف/ای-۱۸، سوخو-۳۰، یوروفایتر تایفون | -             | ۴٫۵               | ۳٫۵                      | ۴+                      | ۴٫۵                           | ۴           |
| ۲۰۰۰–اکنون | اویونیک یکپارچه پیشرفته، پنهان‌کاری                    | میگ-۳۵، سوخو-۳۵                     | -             | ۴٫۵               | ۳٫۵                      | ۴++                     | ۴٫۵                           | ۴           |
| ۲۰۰۰–اکنون | اویونیک یکپارچه پیشرفته، پنهان‌کاری                    | اف-۲۲، جی-۲۰، سوخو-۵۷               | -             | ۵                 | ۴                        | ۵                       | ۵                             | ۵           |

در حال حاضر پنج نسل به‌طور معمول شناخته می‌شوند، که نسل پنجم آخرین نسل در خدمت است (تا سال ۲۰۱۸). انتظار می‌رود که انواع آینده که در مراحل اولیه توسعه هستند، قابلیت‌های پیشرفته تری داشته باشند و به عنوان نسل ششم شناخته شوند. ادامه این مقاله به‌طور کلی تحلیل بیکر را دنبال می‌کند.

## نسل اول

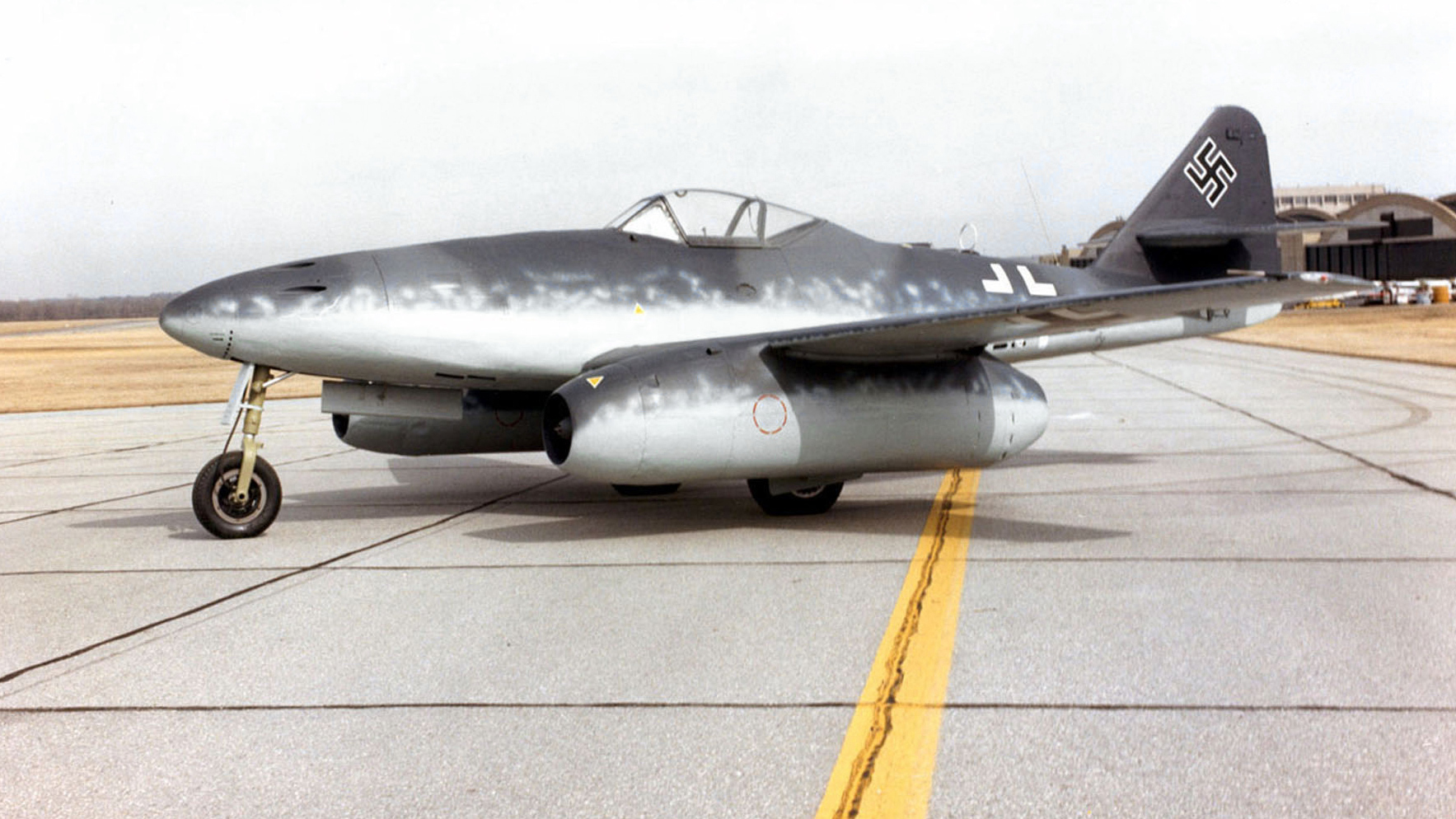
مسرشمیت ام‌ئی ۲۶۲ اولین جت جنگنده عملیاتی بود.

اولین جنگنده‌های جت در آخرین سال‌های جنگ جهانی دوم و پس از آن ظاهر شدند. آنها از بسیاری جهات شبیه به جنگنده‌های موتور پیستونی معاصر خود بودند، چون بالهای مستقیم و معمولاً غیر مورب داشتند و از چوب و/یا آلیاژ سبک ساخته شده بودند. (ام‌ئی ۲۶۲ بال کمی مایل داشت، اما این کار اساساً برای رسیدن به تعادل انجام شد و این حرکت عمداً خیلی کم نگه داشته شد تا اثر آیرودینامیکی قابل توجهی داشته باشد.) آنها تجهیزات اویونیک کمی داشتند یا اصلاً نداشتند و با تسلیحات اولیه کنترل دستی کار می‌کردند. هاینکل هائی ۱۶۲ و گلاستر متئور نیز خدمت زمان جنگ را دیدند، در حالی که انواعی مانند دی هویلند ومپایر و لاکهید اف-۸۰ هنوز در زمان پایان جنگ در حال توسعه بودند.
معرفی بال مورب امکان دستیابی به سرعت‌های فراصوت را فراهم کرد، اما کنترل‌پذیری اغلب در چنین سرعت‌هایی محدود بود. این هواگردها معمولاً برای نقش رهگیر برتری هوایی را در نظر گرفته می‌شدند. از نمونه‌های مهمی که در سالهای ۱۹۵۰–۱۹۵۳ در جنگ کره شرکت کردند می‌توان میگ-۱۵ میکویان-گورویچ شوروی و اف-۸۶ سیبر آمریکای شمالی را نام برد. هاوکر هانتر خیلی دیر برای جنگ ظاهر شد اما به‌طور گسترده مورد استفاده قرار گرفت و در چندین جنگ بعدی شرکت کرد.

## نسل دوم

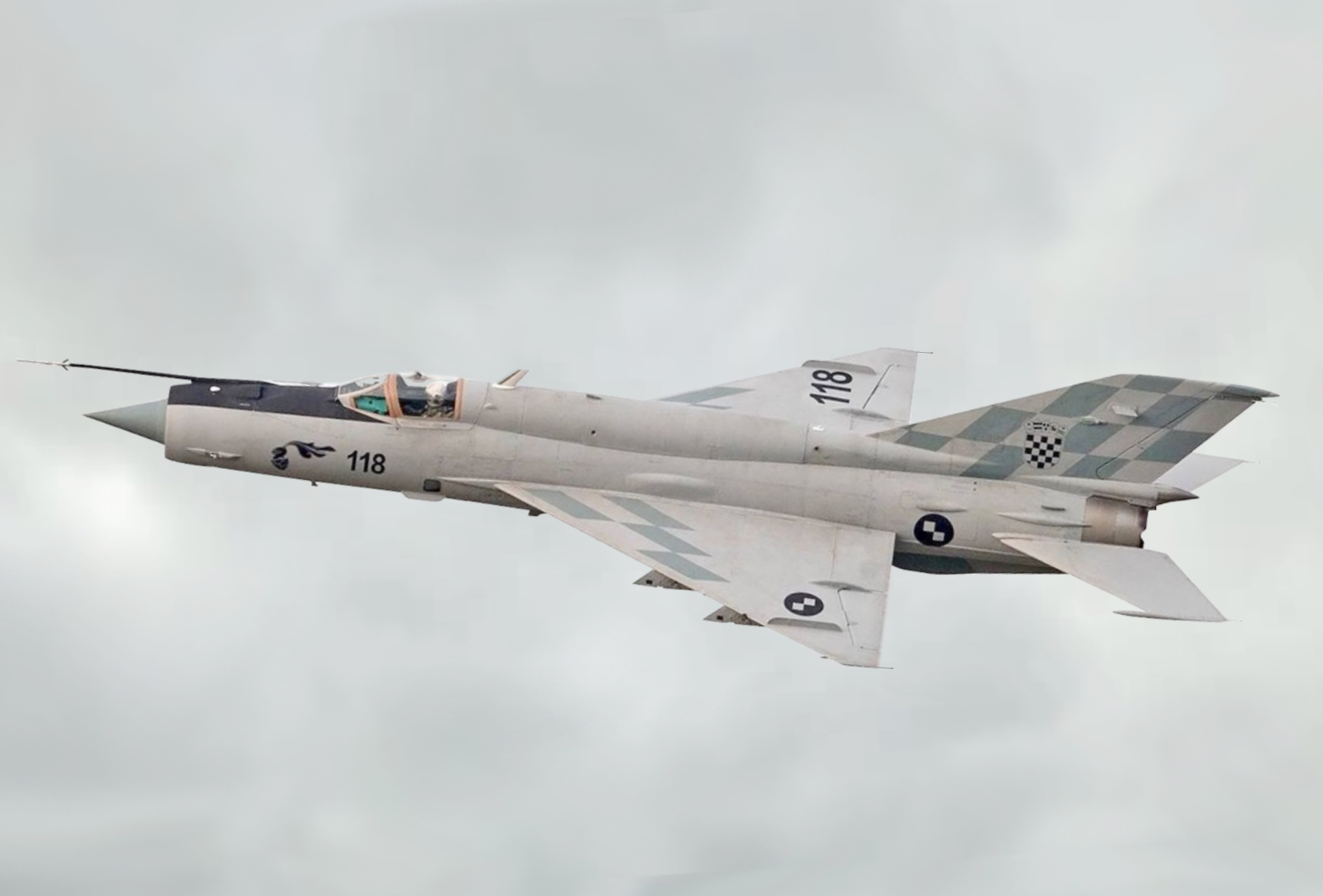
میگ-۲۱ پرتولیدترین جنگنده جت در تاریخ بود.

جنگ کره ۱۹۵۰–۱۹۵۳ باعث بازنگری اساسی در طراحی هواگردها شد. سلاح‌ها در چنین سرعت‌های بالایی نامناسب بودند، در حالی که نیاز به چندمنظوره شدن در پشتیبانی از میدان جنگ دوباره درک شد. هواگردهای رهگیر که پس از جنگ ظهور کردند، از موتورهای دارای پس‌سوز برای رسیدن به ماخ ۲ استفاده کردند، در حالی که رادار و موشک‌های آشیانه‌یاب فروسرخ تا حد زیادی دقت و قدرت شلیک آنها را بهبود بخشیدند. سری سنچری آمریکا در کنار جنگنده‌های لاکهید اف-۱۰۴ استارفایتر، همچنین میگ-۲۱ روسی، الکتریک لایتنینگ انگلیسی و داسو میراژ ۳ فرانسوی نمونه‌های این دوران بودند. انواع بسیاری به‌دلیل ناسازگاری با نقش‌های رزمی میدان نبرد کنار رفتند، و برخی از آنها در انواع جدید برای چندین نسل باقی ماندند.

## نسل سوم

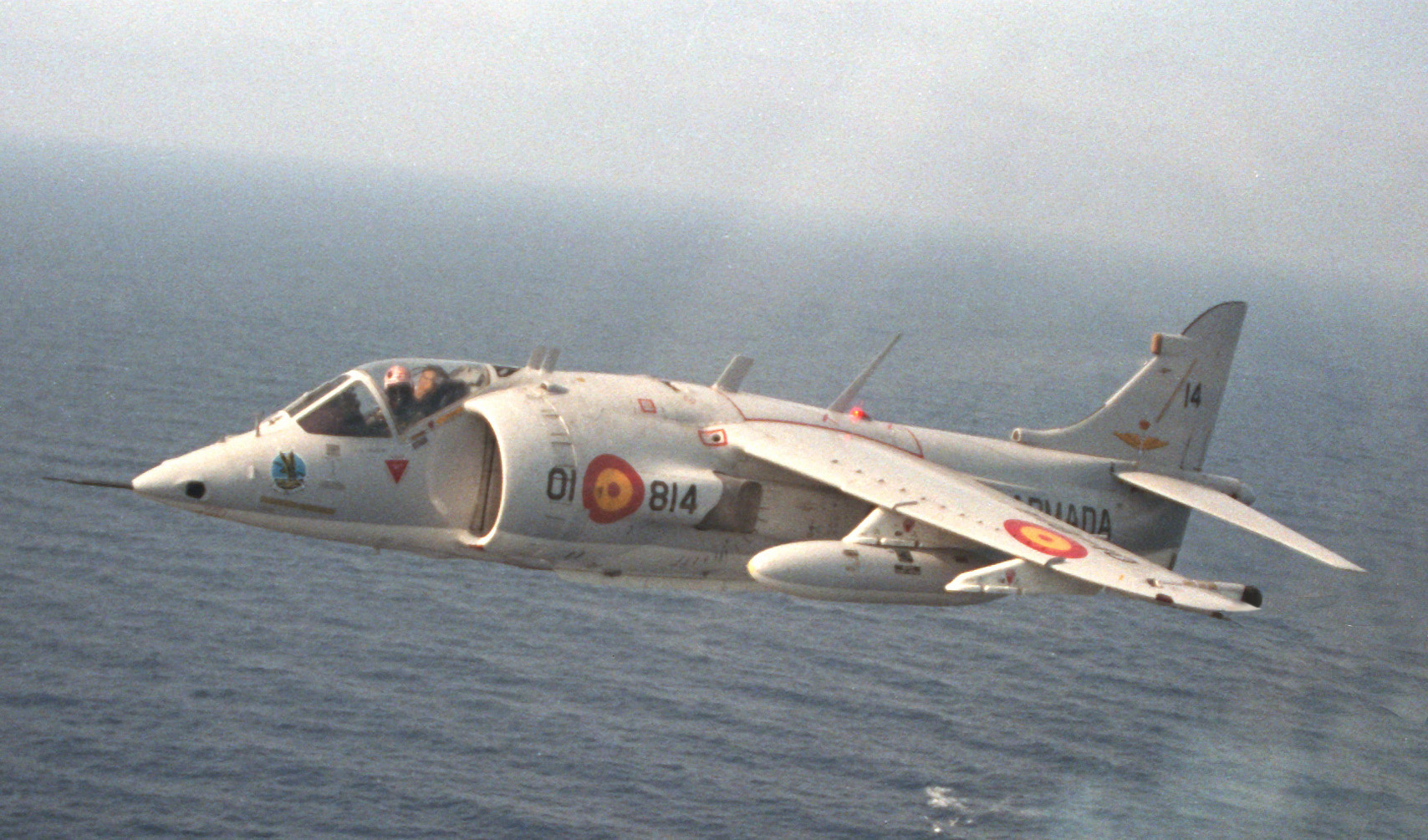
هاوکر سیدلی هاریر اولین هواپیمای تهاجمی عملیاتی با قابلیت برخاست و فرود عمودی/کوتاه (V/STOL) بود.

بسیاری از جنگنده‌های نسل سوم با هدف داشتن چند توانمندی طراحی شدند. انتظار می‌رفت هواگردهای این دوره طیف وسیعی از تسلیحات و مهمات دیگر مانند موشک‌های هوابه‌زمین و بمب‌های هدایت‌شونده لیزری را حمل کنند و در عین حال قادر به رهگیری هوابه‌هوا فراتر از میدان دید باشند. این نسل از جنگنده‌ها همچنین پیشرفت‌های متعددی را در سامانه‌های اویونیک پشتیبانی، از جمله رادار پالس‌داپلر، هدف‌گیری خارج از میدان دید و سامانه‌های هشدار زمین به ارمغان آوردند.
ظهور موتورهای توربوفن به‌صرفه‌تر باعث افزایش برد و زمان پرواز شد، در حالی که افزایش رانش تنها تا حدی توانست عملکرد و مانور بهتری را در محدوده سرعت ارائه دهد. برخی از طراحان در تلاش برای تجمیع این تضادها به هندسه متغیر یا رانش جهت‌دار متوسل شدند. انواعی مانند مک‌دانل داگلاس اف-۴ فانتوم، جنرال داینامیک اف-۱۱۱، میکویان-گورویچ میگ-۲۳، سوخو-۱۷، شن‌یانگ جی-۸ و هاوکر سیدلی هاریر درجات مختلفی از موفقیت را کسب کردند.

## نسل چهارم

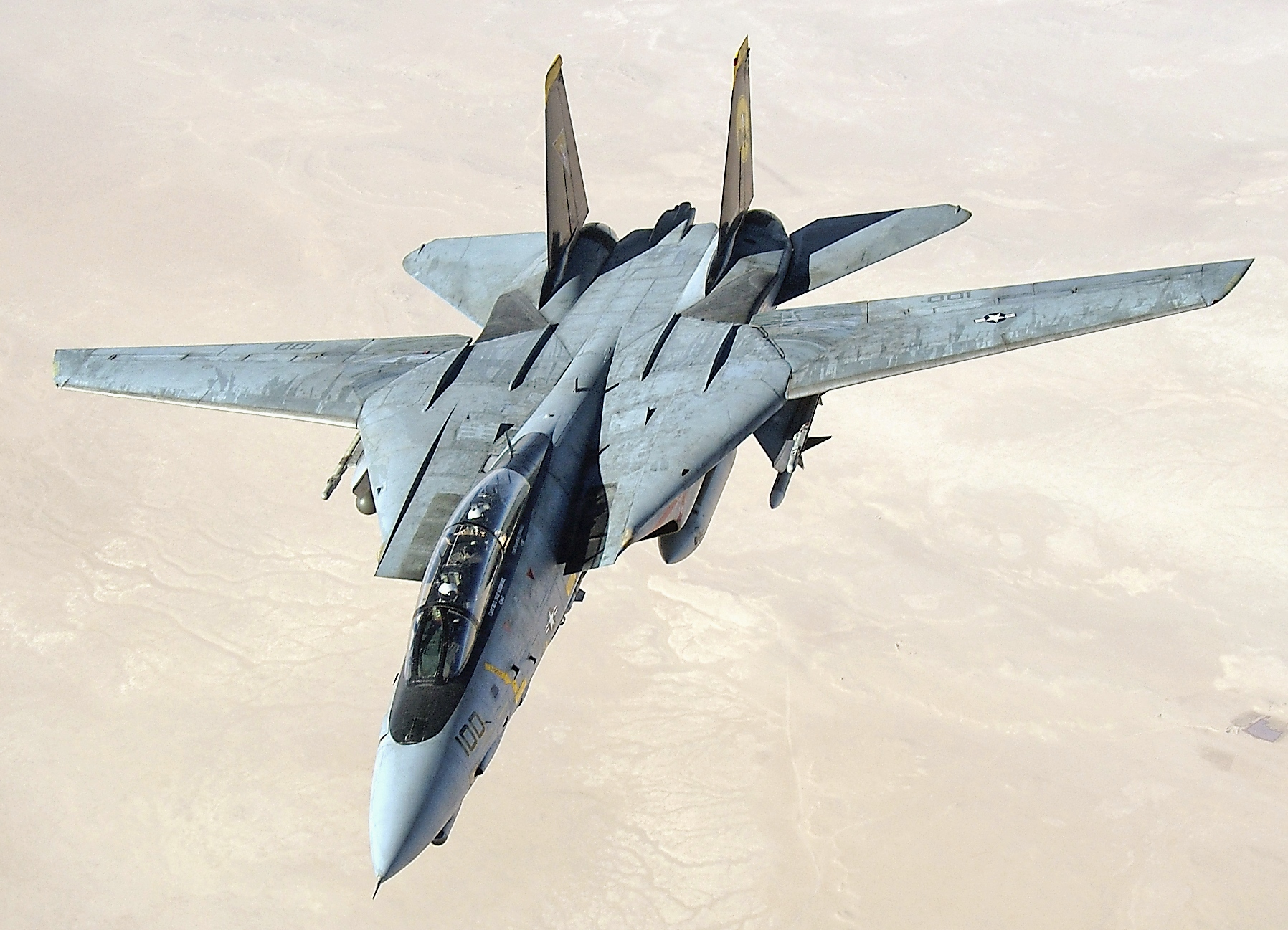
گرامن اف-۱۴ تام‌کت یکی از اولین جنگنده‌های عملیاتی نسل چهارم بود.

به دنبال موفقیت‌های ترکیبی نسل چند منظوره، فناوری‌های پیشرفته‌ای مانند پرواز-با-سیم، مواد کامپوزیتی، نسبت‌های رانش به وزن بیشتر از یک (که هواگرد را قادر می‌سازد به‌صورت عمودی بالا برود)، بیش‌مانورپذیری، اویونیک دیجیتال پیشرفته و حسگرهایی مانند رادار مصنوعی و جستجو و ردیابی فروسرخ و پنهان‌کاری، در دست توسعه قرار گرفتند. همان‌طور که اینها تکه‌های جداگانه به نظر می‌رسیدند، طراحان قبل از هر چیز به هدف اصلی جنگنده بازگشتند، اما با ویژگی‌های پشتیبان دیگر که به عنوان پیشرفت‌های آینده پیش‌بینی شده بودند. جنرال داینامیکس اف-۱۶ کنترل الکترونیکی پرواز و ترکیب بال-بدنه را معرفی کرد، در حالی که ساب ۳۷ ویگن با پیش‌بال‌های جلویی خود پیشرفت جدیدی را در پیکربندی آیرودینامیکی ایجاد کرد. هریر ۲ انگلیسی-آمریکایی و سوخو-۲۷ شوروی مانورپذیری بسیار بالایی را به ترتیب با نازل‌های اگزوز تقویت‌شده برای جهت‌دهی در پرواز رو به جلو و کنترل مانور در زوایای بالای حمله مانند کبرای پوگاچو برجسته کردند. پاناویا تورنادو چندمنظوره باقی ماند و یک حسگر دفاعی/تهاجمی، تجهیزات اویونیک و سلاح به‌ویژه قادر به حمله زمینی ضدرادار و ضدموشکی توسعه داد، در حالی که لاکهید اف-۱۱۷ پنهان‌کاری را به‌عنوان یک مفهوم طراحی معرفی کرد. ارتش آزادی‌بخش خلق چین با طبقه‌بندی نسلی متفاوت، اکثر جنگنده‌های نسل چهارم را به عنوان نسل سوم طبقه‌بندی می‌کند.

### نسل ۴٫۵
انواع بعدی این هواگردها به‌تدریج فناوری‌های کلیدی خود را افزایش دادند و به‌طور فزاینده‌ای در جنبه‌های دیگر را ادغام کردند. همچنین برخی از فناوری‌های نوظهور نسل پنجم مانند فهرست زیر را کسب کردند.
- رادار آرایه اسکن الکترونیکی فعال
- رادار با احتمال رهگیری کم
- سامانه‌های هدف‌گیری الکترواپتیکال
- ترکیب حسگرها
- پرواز ابرپیمایشی
- پیوند ۱۶ مانند، ارتباطات شبکه‌ای دیجیتال با ظرفیت بالا
- استفاده از مواد کامپوزیت برای کاهش سطح مقطع راداری

این ارتقاء جزئی به قابلیت‌های نسل ۵ باعث شده‌است که برخی از مفسران نسل‌های میانی را ۴٫۵ یا ۴+ و ۴++ معرفی کنند. در برخی موارد، مانند میگ-۳۵ که از میگ-۲۹ با سامانه‌های اویونیک نسل پنجم توسعه یافته‌است، این ارتقا به عنوان نسل پنجم طبقه‌بندی شده‌است (تمام نیازهای نسل پنجم به جز پنهان‌کاری را برآورده می‌کند). بسیاری از این انواع در سال ۲۰۲۴ در خط مقدم رزم باقی می‌مانند.
تعدادی از انواع نسل ۴٫۵ جدید در دهه ۲۰۲۰ پس از ظهور نسل پنجم و همزمان با توسعه هواگردهای نسل ششم، در حال توسعه هستند مانند هال تجاس مارک ۱ای و جی‌اف-۱۷ تاندر بلوک 3.

## نسل پنجم

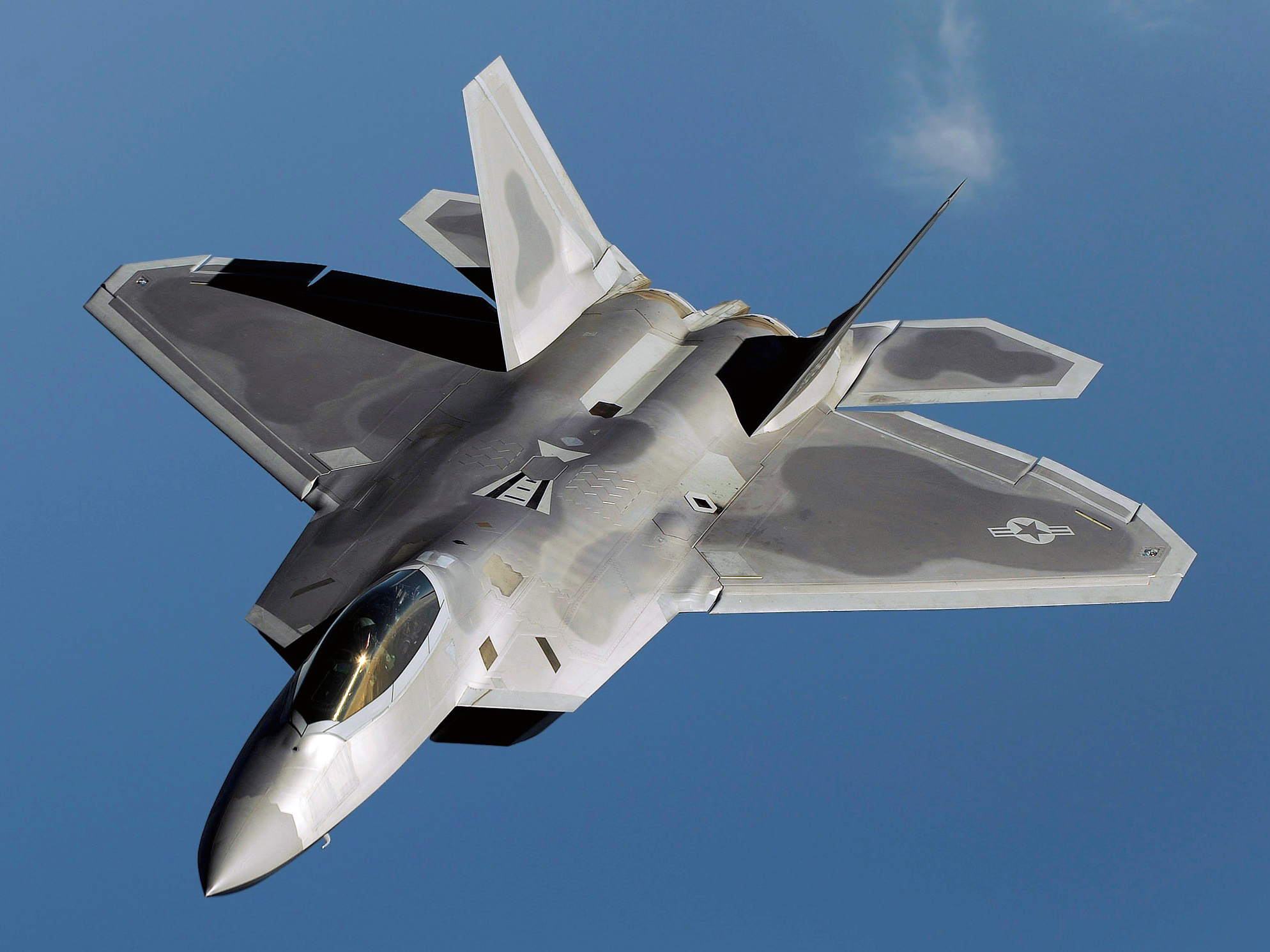
لاکهید مارتین اف-۲۲ رپتور اولین جت جنگنده نسل پنجم عملیاتی بود.

پیشرفت عظیم محاسبات دیجیتال و شبکه‌سازی پویا، که در دهه ۱۹۹۰ آغاز شد، به نوع جدیدی از حضور پیشرفته سی۳ (فرماندهی، کنترل و ارتباطات) در حریم هوایی میدان جنگ منجر شد. چنین هواگردهایی قبلاً از انواع ترابری بزرگ بودند که برای این نقش تغییر یافته بودند، اما فناوری اطلاعات به حدی پیشرفت کرد که یک هواگرد بسیار کوچکتر و چابک‌تر اکنون می‌تواند سامانه‌های داده لازم را حمل کند. خودمختاری پیچیده و رابط‌های انسانی می‌تواند حجم کار خدمه را تا حد زیادی کاهش دهد. اکنون می‌توان نقش‌های سی۳، جنگنده و پشتیبانی زمینی را در یک هواگرد چابک ترکیب کرد. چنین جنگنده ای - و خلبانش - باید بتواند برای دوره‌های طولانی پرسه بزند، در نبرد خود را حفظ کند، آگاهی میدان نبرد را حفظ کند و نقش‌ها را به‌طور یکپارچه تغییر دهد.
پیشرفت‌های همزمان در مواد، فناوری موتور و الکترونیک چنین ماشینی را ممکن ساخت. از آغاز هزاره جدید، مفاهیم سامانه‌های پیشرفته مانند کلاه خلبان هوشمند، ترکیب حسگر/داده و پهپادهای رزمی فرعی در حال تبدیل شدن به واقعیت بودند. ادغام چنین پیشرفت‌هایی در کنار پیشرفت‌های نسل چهارم، چیزی را ایجاد کرد که به نسل پنجم جنگنده‌ها معروف شد. اولین مورد از اینها عموماً لاکهید مارتین اف-۲۲ شمرده می‌شود. انواع بعدی شامل لاکهید مارتین اف-۳۵، چنگدو جی-۲۰، و سوخو-۵۷ است.

## نسل ششم
با ورود به خدمت آهسته نسل پنجم، توجه به نسل ششم جایگزین معطوف شده‌است. الزامات چنین جنگنده‌ای همچنان مورد بحث است. توانایی‌های نسل پنجم برای بقا در میدان نبرد، برتری هوایی و پشتیبانی زمینی در حال افزایش و سازگاری با محیط تهدید آینده است. زمان و هزینه توسعه فاکتورهای اصلی در تهیه نقشه راه عملی هستند. پهپادها و سایر فناوری‌های بی‌سرنشین از راه دور به‌طور فزاینده‌ای در میدان‌های جنگ هزاره جدید مستقر می‌شوند و پروژه‌هایی برای استفاده از آنها به‌عنوان «هم‌پر» نیمه‌خودمختار در حال انجام است. آنها ممکن است با اویونیک جنگنده‌های نسل ششم ادغام شوند، یا به‌عنوان هواگرد ماهواره‌ای زیر نظر یک جنگنده فرماندهی نسل ششم یا حتی جایگزین خلبان در یک هواپیمای فرماندهی خودمختار یا نیمه خودمختار عمل کنند. طرح‌هایی مانند پروژه اف/ای ایکس‌ایکس و برنامه نسل بعدی برتری هوایی آمریکا، سامانه نبرد هوایی آینده اروپا، برنامه چندملیتی نبرد هوایی و تلاش‌های چین در حال انجام است. برخی از ناظران پیش‌بینی می‌کنند که ویژگی‌های خاصی در حدود سال ۲۰۲۵ برجسته شوند.